# Morristown (Minnesota)
Morristown es una ciudad ubicada en el condado de Rice en el estado estadounidense de Minnesota. En el Censo de 2010 tenía una población de 987 habitantes y una densidad poblacional de 371,43 personas por km².

## Geografía
Morristown se encuentra ubicada en las coordenadas 44°13′29″N 93°26′43″O / 44.22472, -93.44528. Según la Oficina del Censo de los Estados Unidos, Morristown tiene una superficie total de 2.66 km², de la cual 2.64 km² corresponden a tierra firme y (0.78%) 0.02 km² es agua.

## Demografía
Según el censo de 2010, había 987 personas residiendo en Morristown. La densidad de población era de 371,43 hab./km². De los 987 habitantes, Morristown estaba compuesto por el 96.25% blancos, el 0.61% eran afroamericanos, el 0% eran amerindios, el 0.2% eran asiáticos, el 0% eran isleños del Pacífico, el 0.91% eran de otras razas y el 2.03% pertenecían a dos o más razas. Del total de la población el 3.65% eran hispanos o latinos de cualquier raza.